# Фредерік Бюло
Фредерік Бюло (фр. Frédéric Bulot, нар. 27 вересня 1990, Лібревіль) — габонський та французький футболіст, що грав на позиції півзахисника.
Виступав, зокрема, за клуби «Монако» та «Стандард» (Льєж), а також національну збірну Габону.

## Клубна кар'єра
Народився 27 вересня 1990 року в місті Лібревіль. Вихованець юнацьких команд футбольних клубів «Тур», «Шатору» та «Монако». З 2007 року став виступати за резервну команду монегасків, з якою став чемпіоном Франції серед аматорів в сезоні 2007/08. По його завершенні 18 липня 2008 року Бюло підписав свій перший професійний контракт з клубом, погодившись на трирічну угоду до червня 2011 року.

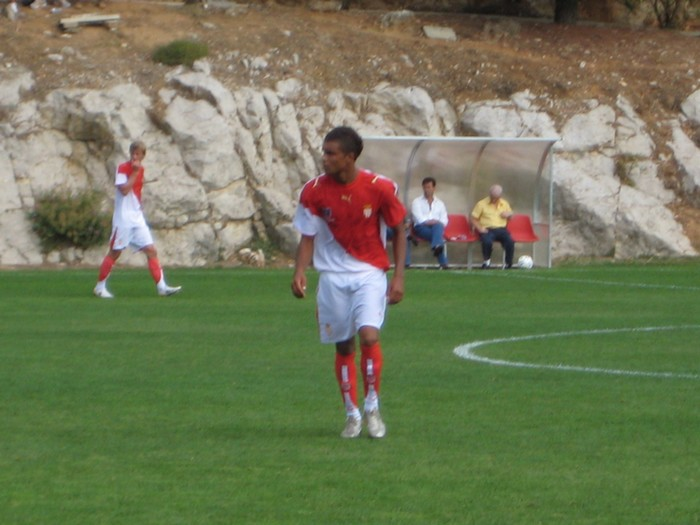
Фредерік Бюло під час виступів за резервну команду «Монако». 2007 рік.

Перед сезоном 2010/11 тренер основної команди Гі Лякомб включив молодого гравця до основної команди. 7 серпня 2010 року Бюло дебютував на професійному рівні в першому матчі чемпіонату проти «Ліона» (0:0). Він почав матч в основі і провів 57 хвилин, перш ніж був замінений. Втім, основним гравцем йому стати не вдалось і у липні 2011 року його контракт з «Монако» не було продовжено.
Влітку 2011 року Бюло на правах вільного агента перейшов у «Кан». 6 серпня в поєдинку проти «Валансьєна» (1:0) він дебютував за нову команду. 28 серпня у матчі проти «Ренна» (2:3) Фредерік забив свій перший гол у чемпіонаті Франції. Бюло швидко став одним із лідерів клубу і зіграв усі 38 ігор сезону, вийшовши в стартовому складі в 35 іграх, але не зумів врятувати клуб від вильоту з Ліги 1.
Влітку 2012 року Фредерік за 1,7 млн євро перейшов до бельгійського «Стандарду» (Льєж). 29 липня в матчі проти «Зюлте-Варегема» (0:1) він дебютував у чемпіонаті. 7 жовтня у поєдинку проти «Андерлехта» (2:1) Бюло забив свої перші голи за клуб із Льєжа, відзначившись дублем. Загалом відіграв за команду з Льєжа два сезони своєї ігрової кар'єри. Більшість часу, проведеного у складі «Стандарда», був основним гравцем команди.
Влітку 2014 року Фредерік на правах оренди перейшов у англійський «Чарльтон Атлетик». 16 вересня в матчі проти «Вулвергемптон Вондерерз» (1:1) він дебютував у Чемпіоншипі. 14 лютого 2015 року в поєдинку проти «Брентфорда» (3:0) Бюло забив свій перший гол за «Чарльтон». Він повторив це досягнення в наступному матчі проти «Вігана» (0:3), а 3 березня відзначився дублем у ворота «Ноттінгем Форест» (2:1). Свій останній гол у складі «Чарльтона» він забив під час виїзного матчу з Болтон Вондерерз (1:1). Загалом за сезон сезону Фредерік Бюло провів 28 матчів за клуб і забив п'ять голів, але надалі в команді не залишився.
13 липня 2015 року Фредерік повернувся до Франції, підписавши контракт з «Реймсом». 9 серпня в матчі проти «Бордо» (2:1) він дебютував за нову команду. У поєдинку проти «Тулузи» Бюло забив свій перший гол за «Реймс». Бюло спочатку був основним гравцем, але втратив цей статус через тривалу травму коліна та фізичні проблеми. Він звинуватив клуб у цій ситуації, після чого покинув «Реймс» у липні 2017 року.
Після 7 місяців перебування без клубу клуб другого французького дивізіону «Тур» підписав його в січні 2018 року. Але і тут він не зміг досягти жодного успіху, і разом з клубом посів останнє місце в Лізі 2. 
Надалі Бюло відправився до Азії, де грав за японський клуб «Ґіфу», а потім за малазійський «Фелда Юнайтед», ставши першим габонцем, який зіграв у Суперлізі Малайзії.
Завершив ігрову кар'єру у кіпрській «Доксі», за яку виступав протягом 2021 року.

## Виступи за збірні
2007 року дебютував у складі юнацької збірної Франції (U-16). Того ж року з командою до 17 років став півфіналістом юнацького Євро у Бельгії. Згодом грав за юнацькі команди до 18 і 19 років. Загалом на юнацькому рівні взяв участь у 46 іграх, відзначившись 3 забитими голами.
Протягом 2011—2012 років залучався до складу молодіжної збірної Франції. На молодіжному рівні зіграв у 9 офіційних матчах.
У лютому 2014 року вирішив грати за рідну країну Габон і 5 березня дебютував в офіційних матчах у складі національної збірної Габону в товариській грі проти Марокко (1:1).
У складі збірної був учасником Кубка африканських націй 2015 року в Екваторіальній Гвінеї, де зіграв усі три матчі, але його команда не змогла подолати груповий етап.
Свою останню гру у формі національної збірної Бюло провів 15 жовтня 2019 року в товариському матчі проти Марокко (3:2). Загалом протягом кар'єри в національній команді, яка тривала 6 років, провів у її формі 25 матчів.